# Artur Maloyan
Bản mẫu:Eastern Slavic name
Artur Mikhaylovich Maloyan (tiếng Armenia: Արթուր Մալոյան, tiếng Nga: Арту́р Миха́йлович Малоя́н, sinh ngày 4 tháng 2 năm 1989) là một cầu thủ bóng đá người Nga gốc Armenia. Anh thi đấu cho FC Yenisey Krasnoyarsk.

## Sự nghiệp

### Spartak Moskva
Anh có màn ra mắt cho đội một của Spartak trong trận đấu tại Giải bóng đá ngoại hạng Nga trước Luch-Energiya Vladivostok ngày 16 tháng 11 năm 2008.

### Anzhi
Maloyan thi đấu ở Russian First Division 2009 cho Anzhi Makhachkala theo dạng cho mượn từ Spartak Moskva.

## Đội tuyển quốc gia

### U-21 Nga
Anh có màn ra mắt cho Đội tuyển bóng đá U-21 quốc gia Nga trước U-21 Andorra ngày 1 tháng 4 năm 2009.